# Saúl Martínez
Saúl Martínez (ur. 29 stycznia 1976) – honduraski piłkarz, reprezentant kraju. Obecnie występuje w Miami United.

## Kariera reprezentacyjna
W reprezentacji Hondurasu zadebiutował w 2001. W reprezentacji Hondurasu występował w latach 2001-2009. W sumie w reprezentacji wystąpił w 35 spotkaniach.

## Statystyki
| Reprezentacja Hondurasu | Reprezentacja Hondurasu | Reprezentacja Hondurasu |
| Rok                     | Mecze                   | Gole                    |
| ----------------------- | ----------------------- | ----------------------- |
| 2001                    | 9                       | 3                       |
| 2002                    | 2                       | 4                       |
| 2003                    | 5                       | 1                       |
| 2004                    | 11                      | 2                       |
| 2005                    | 1                       | 1                       |
| 2006                    | 0                       | 0                       |
| 2007                    | 3                       | 4                       |
| 2008                    | 1                       | 0                       |
| 2009                    | 3                       | 1                       |
| Razem                   | 35                      | 16                      |